# Marcello Bombardi

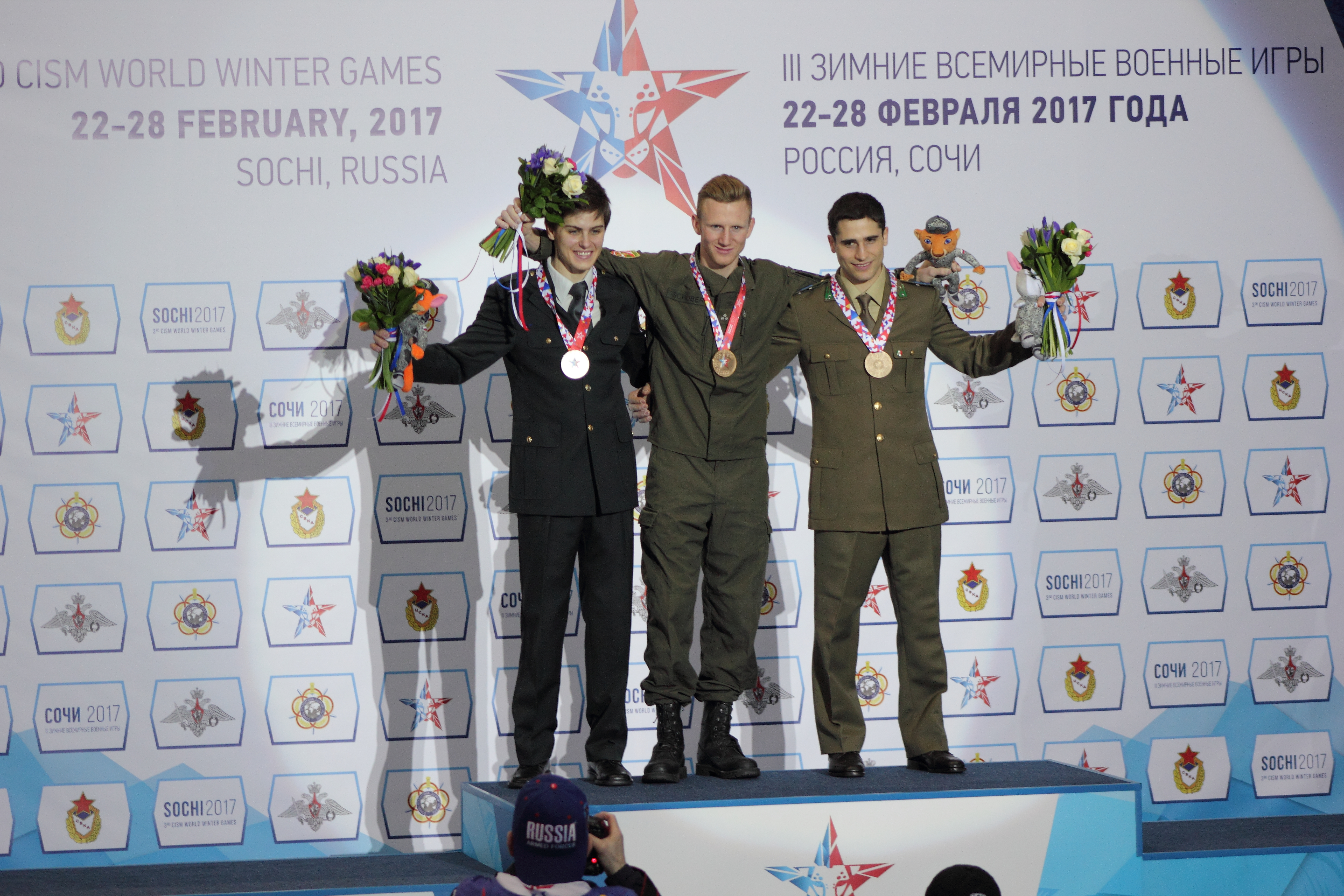
Soczi 2017. Podium w prowadzeniu. Stoją od lewej; Domen Škofic SLO (2 m.). Jakob Schubert AUT (1 m.) i Marcello Bombardi ITA (3 m.).

Marcello Bombardi (ur. 8 sierpnia 1993) – włoski wspinacz sportowy. Specjalizuje się w boulderingu, w prowadzeniu oraz we wspinaczce łącznej.

## Kariera sportowa
W 2019 w japońskim Hachiōji na mistrzostwach świata wywalczył 19. miejsce w prowadzeniu, a zajęcie 40. miejsca w klasyfikacji generalnej wspinaczki łącznej nie zapewniło mu bezpośrednich kwalifikacji na igrzyska olimpijskie w Tokio we wspinaczce sportowej.
W Soczi w 2017 podczas Zimowych igrzysk wojskowych zdobył brązowy medal w prowadzeniu. Wielokrotny uczestnik medalista festiwalu wspinaczkowego Rock Master, który corocznie odbywa się na ścianach wspinaczkowych we włoskim Arco. W 2017 na tych zawodach wspinaczkowych wywalczył srebrny medal w konkurencji duel.

## Osiągnięcia

### Mistrzostwa świata
| Konkurencje       | 2011 | 2014 | 2016 | 2018 | 2019 |
| Bouldering        | —    | —    | —    | 47   | 53   |
| Prowadzenie       | 29   | 20   | 29   | 9    | 19   |
| Wsp. na czas      | —    | —    | —    | 70   | 55   |
| Wspinaczka łączna | —    | —    | —    | 19   | 40   |

### Zimowe igrzyska wojskowe
| Konkurencje          | 2017 |
| Bouldering           | 4    |
| Prowadzenie          | 3    |
| Wsp. na czas         | 12   |
| Wspinaczka klasyczna | 18   |

### Mistrzostwa Europy
| Konkurencje       | 2013 | 2015 | 2017 |
| Bouldering        | —    | —    | 33   |
| Prowadzenie       | 27   | 41   | 7    |
| Wsp. na czas      | 36   | —    | 35   |
| Wspinaczka łączna | —    | —    | 7    |

### Rock Master
| Konkurencje  | 2010 | 2016 | 2017 | 2018 |
| Prowadzenie  | 10   | 24   | 9    | 20   |
| Wsp. na czas | —    | —    | —    | 55   |
| Duel         | —    | —    | 2    | —    |